# 陳捷魁
陳捷魁（？—？），字汝梅，台灣燕霧上堡茄苳腳（ 今彰化縣花壇鄉花壇村 ） 人，祖籍泉州南安。清代貢生、軍事人物。

## 生平
陳捷魁自幼聰穎好學，博覽群書，未滿20歲便考中秀才。道光末年，廖春波主講白沙書院，講授詩文及古文，彰化仕紳爭相作詩，文風大盛，其中又以陳捷魁、陳肇興、曾惟精、蔡德芳、廖景瀛的詩最為傑出。咸豐初年，與該四人一同被譽為「白沙書院五傑」。咸豐七年（1857年）與莊文蔚、唐情萃、洪濟純等人在番仔田組織文藝社團「玉峰社」，會員84名，並捐資購置學田。咸豐十一年（1861年）辛酉科拔貢。
同治元年（1862年）戴潮春事件爆發，陳捷魁擔任白沙坑二十四莊總理。台灣鎮總兵曾玉明招募陳捷魁、廩生李華文、生員陳宗庭、嘉寶潭職員陳耀及和美線（今彰化縣和美鎮）沿海一帶的泉州人，赴鹿港大本營領取「義民」白旗，共同抵禦戴潮春勢力。同年六月十九日，戴彩龍、鄭玉麟率領200餘人前往燕霧派餉，陳捷魁密約唐允文、白培英及二十四莊民眾，當天發誓「效命報國」，準備起兵，後殺掉戴彩龍、鄭玉麟。
曾玉明相當器重陳捷魁，時常邀請其討論征討戴軍之策。他曾請曾玉明：「北方聯繫聯和美線、泉州厝等村莊，南方聯繫二十四莊及社口等35莊作為左右臂，腳跟立定之後，便可以專心進取。」並建議：「各村莊加入天地會的人一開始未必都有反叛的念頭，不外乎是情況壓迫所致。撇開漳州、泉州區域不談，如果天地會黨人剃髮歸降於清朝，都可以讓他們改過自新；假如他們建立功績的話，就會有獎賞。」時任彰化縣知縣凌定國與陳捷魁意見不合，於是陳寫了一篇文章《酷吏論》諷刺他，凌定國非常生氣，但也拿他沒辦法。
同治元年（1862年）八月十五日，林日成在彰化聖王廟中與戴潮春部下會合，歃血祭旗，率領二萬餘人攻打二十四莊。陳捷魁與李華文、李宗文等人率壯丁作戰，戴軍退回彰化，此後勢力大減。閏八月，彰化快官的張俊標豎立白旗，起兵抗拒戴潮春，並與陳捷魁、李華文等人討論，計畫從虎山巖山後開通一條通往快官的道路，以讓救兵迅速趕往征討戴軍。同治二年（1863年），與李華文、陳宗文等人帶領壯丁跟隨曾元福、曾玉明作戰，受清廷賞賜五品銜、戴藍翎。同治三年（1864年）三月，七十二莊張三顯起事，即將攻打彰化縣城。凌定國派吳登建至二十四庄求援，吳登建與陳捷魁率領二十四莊三百餘名壯丁先到縣城，戰於八卦山腳。後賞四品銜、戴花翎，並擔任都司。
戴潮春事件平定後，陳捷魁開始撰寫《戴案示略》，但尚未刊出，稿子即散失。

## 紀念
因陳捷魁在戴潮春事件中擔任白沙坑二十四莊總理，召集義勇與戴潮春勢力抗爭，事件平定後，清廷便將二十四莊賜名爲「義民村」。

## 評價
吳德功：「曾玉明以秋丞輕進，引為殷鑒，暫駐鹿港，請陳捷魁共議戰守恢複之策。魁年少，負磊落之才，忠直敢言，與官長論事，有王景略捫虱而談、旁若無人之慨。嘗與知縣凌定國論事齟齬，即作酷吏論以嘲之。至是，魁以平賊自任，請曾鎮以北聯和美線諸泉莊、南聯二十四莊以及三十五莊而後立腳能定，可圖恢複。然當是時，無論漳泉之人，多與會盟，不特無人敢豎白旗，亦無人可與同事。魁乘賊索餉，密約二十四莊為義首，紳士富戶一齊舉事，乘其歸，半途而擊之，適天降大雨，而賊衣服軍裝皆濕，俯首就戮，悉數皆殲，無異風雨助昆陽之捷也。賊聞風破膽，各處泉莊紛紛領旗反正，而鹿港之藩籬益固。是役也，為倡豎義旗之首，實為恢複彰化之基，故大書特書之 ( 廩生柯承暉避亂白培英家，亦力勸乘勢截殺 ) 。」

## 家族
陳捷魁出身燕霧巷陳家，祖父陳禮文為泉州南安人，乾隆年間渡台:66。其父陳博，為清代茄苳腳莊富紳，育有5子，陳捷魁為長子，三弟為陳捷升，又名陳讓，台灣日治初期曾任茄苳腳區區長、保良局長等公職；五弟為陳捷華，在施九緞事件中協助官府平亂。